# Sangre de reyes
Sangre de reyes es el cuarto álbum de estudio del grupo español de heavy metal Tierra Santa, el cual está compuesto de 11 canciones y salió a la venta en 2001. Para muchos de sus seguidores este álbum fue el escalón para confirmarse como una de las bandas más importantes de España, además que con este disco recibieron ofertas para presentarse en Alemania y México.

## Inspiración
El disco está inspirado en historias clásicas como «El laberinto del Minotauro» o «Sangre de reyes», que nos cuenta la historia de Odiseo; bíblicas como «David y el gigante»; o historias medievales como «Juana de Arco» o el hombre lobo «La sombra de la bestia». También está «Mi Tierra» que habla de La Rioja.

## Lista de canciones
1. «David y el gigante» — 5:33
2. «La ciudad secreta» — 3:44
3. «Pegaso» — 4:03
4. «Juana de Arco» — 4:24
5. «La sombra de la bestia» — 5:13
6. «Dos vidas» (Prologo "La Armada") — 2:08
7. «La Armada invencible» — 4:22
8. «El laberinto del Minotauro» — 5:07
9. «El amor de mi vida» — 4:53
10. «Mi Tierra» — 3:46
11. «Sangre de reyes» — 4:26

## Formación
- Ángel San Juan — voz y guitarra
- Arturo Morras — guitarra
- Roberto Gonzalo — bajo
- Iñaki Fernández — batería
- Paco — teclados
- Alicia Arguiñano — coros[1]
- Mariví Echaniz — coros[1]